# Plan (Isère)
 Plan  es una población y comuna francesa, en la región de Ródano-Alpes, departamento de Isère, en el distrito de Grenoble y cantón de Saint-Étienne-de-Saint-Geoirs.

## Demografía
| 143 | 125 | 113 | 147 | 184 | 182 |
| Para los censos de 1962 a 1999 la población legal corresponde a la población sin duplicidades (Fuente: INSEE [Consultar]) |     |     |     |     |     |